# Richard Spalinger
Richard Spalinger (ur. 18 lutego 1975 r.) – szwajcarski narciarz, specjalista narciarstwa dowolnego. Najlepszy wynik na mistrzostwach świata osiągnął podczas mistrzostw w Ruka, gdzie zajął 10. miejsce w skicrossie. Zajął także 14. miejsce w tej samej konkurencji na igrzyskach olimpijskich w Vancouver. Najlepsze wyniki w Pucharze Świata osiągnął w sezonie 2002/2003, kiedy to zajął 43. miejsce w klasyfikacji generalnej.

## Sukcesy

### Igrzyska olimpijskie
| Miejsce | Dzień     | Rok  | Miejscowość | Konkurencja | Zwycięzca      |
| ------- | --------- | ---- | ----------- | ----------- | -------------- |
| 14.     | 21 lutego | 2010 | Vancouver   | Skicross    | Michael Schmid |

### Mistrzostwa Świata
| Miejsce | Dzień    | Rok  | Miejscowość          | Konkurencja | Zwycięzca   |
| ------- | -------- | ---- | -------------------- | ----------- | ----------- |
| 10.     | 18 marca | 2005 | Ruka                 | Skicross    | Tomáš Kraus |
| 15.     | 6 marca  | 2007 | Madonna di Campiglio | Skicross    | Tomáš Kraus |

#### Miejsca w klasyfikacji generalnej
- 2001/2002 – 81.
- 2002/2003 – 43.
- 2003/2004 – 88.
- 2004/2005 – 44.
- 2006/2007 – 107.
- 2007/2008 – 64.
- 2008/2009 – 131.
- 2009/2010 – 80.

#### Miejsca na podium
1. Flaine – 16 stycznia 2008 (Skicross) – 3. miejsce